# Marina Galanou
Marina Galanou (El Pireo, siglo XX - 8 de octubre de 2021) fue una activista transgénero, editora, escritora y columnista griega.

## Trayectoria
Nació en El Pireo, en el barrio de Piraiki, Grecia. Participó activamente en el movimiento LGBT desde 1997. 
Impulsada por la persecución diaria de personas trans por parte de la policía, en 2002, Marina, junto con otras personas trans, tomó la iniciativa de establecer el primer colectivo trans reconocido en Grecia, la Asociación para la Solidaridad de Travestis y Transexuales (SATTE). Galanou fue miembro fundador de la SATTE y secretaria general hasta julio de 2004, cuando se fue. Como secretaria general, su acción se centró en la protección de las personas trans ante la discriminación y violencia racista, la protección de mujeres trans contra la arbitrariedad policial y el reconocimiento legal de identidad de género de conformidad con la jurisprudencia reciente del Tribunal Europeo de Derechos Humanos (ECtHR) (Goodwin v. U.K.).
En junio de 2004, dimitió de su cargo de secretaria general de la SATTE y el 17 de julio del mismo año fundó la primera editorial y librería especializada en literatura LGBT en Grecia: Colourful Planet. El propósito de Colorful Planet es la publicación de libros centrados en temas LGBTI y la colección de bibliografía, así como la promoción de la cultura LGBT y la diversidad. Colorful Planet también ha celebrado dos concursos de poesía y prosa, así como muchas presentaciones de libros. Gelanou fue también integrante de la Comunidad Homosexual Griega, una organización para la defensa de derechos fundamentales de personas LGBTI. Fue la secretaria general de la organización entre mayo de 2006 y abril de 2008. Sus actividades se centraron en la protección de las personas LGBT contra la discriminación, con especial énfasis en los derechos de los refugiados LGBTI, la exclusión de las donaciones de sangre y vulneraciones de derechos humanos en general.
En 2009, y tras la disolución de la SATTE, Gelanou tomó la iniciativa para la creación de un reconocido colectivo trans en Grecia. Esto se consiguió en mayo de 2010, con la creación de la Greek Transgender Support Association (GTSA) (Asociación griega de apoyo a transexuales). Fue la presidenta de GTSA hasta su fallecimiento. Sus acciones se centraron en la reivindicación de los derechos humanos fundamentales por razones de expresión, identidad y características de género, y principalmente en violencia racista, abolición del discurso de odio, la lucha contra la arbitrariedad policial, la abolición de la discriminación, el reconocimiento legal de la identidad de género, el apoyo a los derechos de las trabajadoras sexuales, los derechos de los presos y derechos de los refugiados. Sus acciones también se centraron más ampliamente en la limitación de prejuicios y estereotipos por motivos de género, expresión, identidad de género y características.
Gelanou fue miembro del Consejo de Expertos de Europa, y participó en el primer seminario especial de la Policía griega sobre cuestiones relativas a la lucha contra los delitos de odio por motivos de orientación sexual e identidad de género, en un seminario internacional sobre cuestiones de asilo LGBTI que tuvo lugar en el Colegio de Abogados de Atenas, en dos seminarios especiales para trabajadores de casos de asilo. En este sentido, también fue miembro asesor del Comité Preparatorio Legislativo Especial para la redacción de un proyecto en reconocimiento legal de la identidad de género entre marzo y junio de 2017.
Gelanou escribió artículos para periódicos y sitios web como Amagi, Epohi, Avgi, y Editors' Newspaper (efsyn), y fue entrevistada por muchos medios de comunicación. También ha participado en numerosas conferencias sobre cuestiones de derechos humanos y seminarios y conferencias científicas griegas, europeas e internacionales. 
Participó en los vídeos dirigidos por Christos Dimas para la obra Partali de Theodoros Gregoriades.
También fue escritora de libros sobre temas de derechos fundamentales y propietaria de t-zine, una revista web para los derechos trans.
Gelanou creyó en el feminismo interdisciplinario que no puede sino incluir los derechos de las personas LGBTI, no-binarios y en general todas las personas fluidas de género, trabajadoras de sexo, refugiadas, presas y en general de todas las minorías reprimidas y personas que viven en la pobreza.

## Libros
- 2014. Identidad de género y expresión. Definiciones, estereotipos, discriminación y mitos, Asociación de Apoyo a transexuales.[40]
- Soy trans. Conozco mis derechos, Asociación de Apoyo a Transexuales.[41]
- 2018. Identidad de género y expresión. Definiciones, estereotipos, discriminación y mitos, reedición revisada y extendida, periódico efsyn.[42]

### Publicaciones colectivas
- 2017. Reconocimiento de la identidad de género: En vista del proyecto de ley (preparado) por el Comité Preparatorio Legislativo del Ministerio de Justicia, Editorial Sakkoulas, Escritores: Efi Kounougeri-Manoledaki, Lina Papadopoulou, Katerina Foudedaki, Marina Galanou, Stavros P. Boufidis, Georgios Sarlis [Serie: Publicaciones de Derecho Médico y Bioética– Edición 27, Directores de Series: M. Kaiafa-Gbandi, Ε. Kounougeri-Manoledaki, Ε. Symeonidou-Kastanidou].[43]